# Тудор-Владіміреску (Албешть, Ботошань)
Тудор-Владіміреску (рум. Tudor Vladimirescu) — село у повіті Ботошані в Румунії. Входить до складу комуни Албешть.
Село розташоване на відстані 370 км на північ від Бухареста, 38 км на схід від Ботошань, 66 км на північний захід від Ясс.

## Населення
За даними перепису населення 2002 року у селі проживали 1885 осіб, усі — румуни. Усі жителі села рідною мовою назвали румунську.